# Monchy-le-Preux
Monchy-le-Preux is een gemeente in het Franse departement Pas-de-Calais (regio Hauts-de-France) en telt 554 inwoners (2004). De plaats maakt deel uit van het arrondissement Arras.
In de gemeente bevinden zich drie Britse militaire begraafplaatsen met gesneuvelden uit de Eerste Wereldoorlog: Orange Trench Cemetery, Windmill British Cemetery en Monchy British Cemetery. Eveneens een van de vijf Newfoundland Memorials die opgericht werden ter ere van Newfoundlandse gesneuvelden uit de Eerste Wereldoorlog.

## Geografie
De oppervlakte van Monchy-le-Preux bedraagt 9,2 km², de bevolkingsdichtheid is 60,2 inwoners per km².
De onderstaande kaart toont de ligging van Monchy-le-Preux met de belangrijkste infrastructuur en aangrenzende gemeenten.

## Demografie
Onderstaande figuur toont het verloop van het inwonertal (bron: INSEE-tellingen).